# Parafia św. Michała Archanioła w Marshall
Parafia św. Michała Archanioła – parafia prawosławna w Marshall, w dekanacie Russian Mission diecezji Alaski Kościoła Prawosławnego w Ameryce.
Nabożeństwa prawosławne w Marshall odbywały się w prywatnych domach do 1960, kiedy została wzniesiona kaplica pod wezwaniem św. Michała Archanioła. Do nowej cerkwi przeniesiono ikonostas pierwotnie znajdujący się w cerkwi Opieki Matki Bożej znajdującej się w granicach dzisiejszego Marshall, wzniesionej w latach 1842–1845 przez rosyjskich misjonarzy. Istnieją plany budowy nowej świątyni w miejsce obecnej kaplicy.